# Something Good Can Work
Something Good Can Work is een nummer van de Noord-Ierse indierockband Two Door Cinema Club uit 2010. Het is de eerste single van hun debuutalbum Tourist History.
"Something Good Can Work" is een indierocknummer met een vrolijk geluid. De tekst gaat de inspanning die in een relatie wordt gestoken, met sarcastische ondertonen in sommige regels. Het nummer werd een mager succesje in het Verenigd Koninkrijk, waar het de 56e positie haalde. In Nederland deed de plaat, ondanks airplay op de radio, niets in de hitlijsten, terwijl in Vlaanderen de 23e positie in de tipparade werd gehaald.

## Tracklijst
- Cd-single

1. "Something Good Can Work" - 2:46
2. "Do You Want It All?" - 3:24